# Tranzitorní ischemická ataka
Tranzitorní ischemická ataka (TIA) je náhlá krátkodobá funkční porucha mozku, způsobená oddělením některé z jeho částí od přísunu krve. Příznaky jsou podobné cévní mozkové příhodě, trvají obvykle několik minut až několik hodin a nemají trvalé následky. Pokud trvají déle než 24 hodin, je záchvat klasifikován jako cévní mozková příhoda.[zdroj?]